# Бронкхорстспрёйт
Бронкхорстспрёйт (Bronkhorstspruit) — город в местном муниципалитете Кунгвини района Метсвединг провинции Гаутенг (ЮАР), административный центр муниципалитета и района.

## История
В 1858 году группа фуртреккеров осела у ручья Бронкхорстспрёйт, который тогда назывался Калкоэнкранс-ривьер. В июне 1897 года правительство Южно-Африканской республики дало согласие на придании поселению статуса города; к тому времени все жители уже называли поселение «Бронкхорстспрёйт». О происхождении названия до сих пор идут споры: одни полагают, что оно происходит от имени одного из фермеров, другие — что от названия одного растения.
В 1880 году в этих местах произошла стычка у Бронкхорстспрёйта — одно из важнейших событий начала первой англо-бурской войны.

## Религия

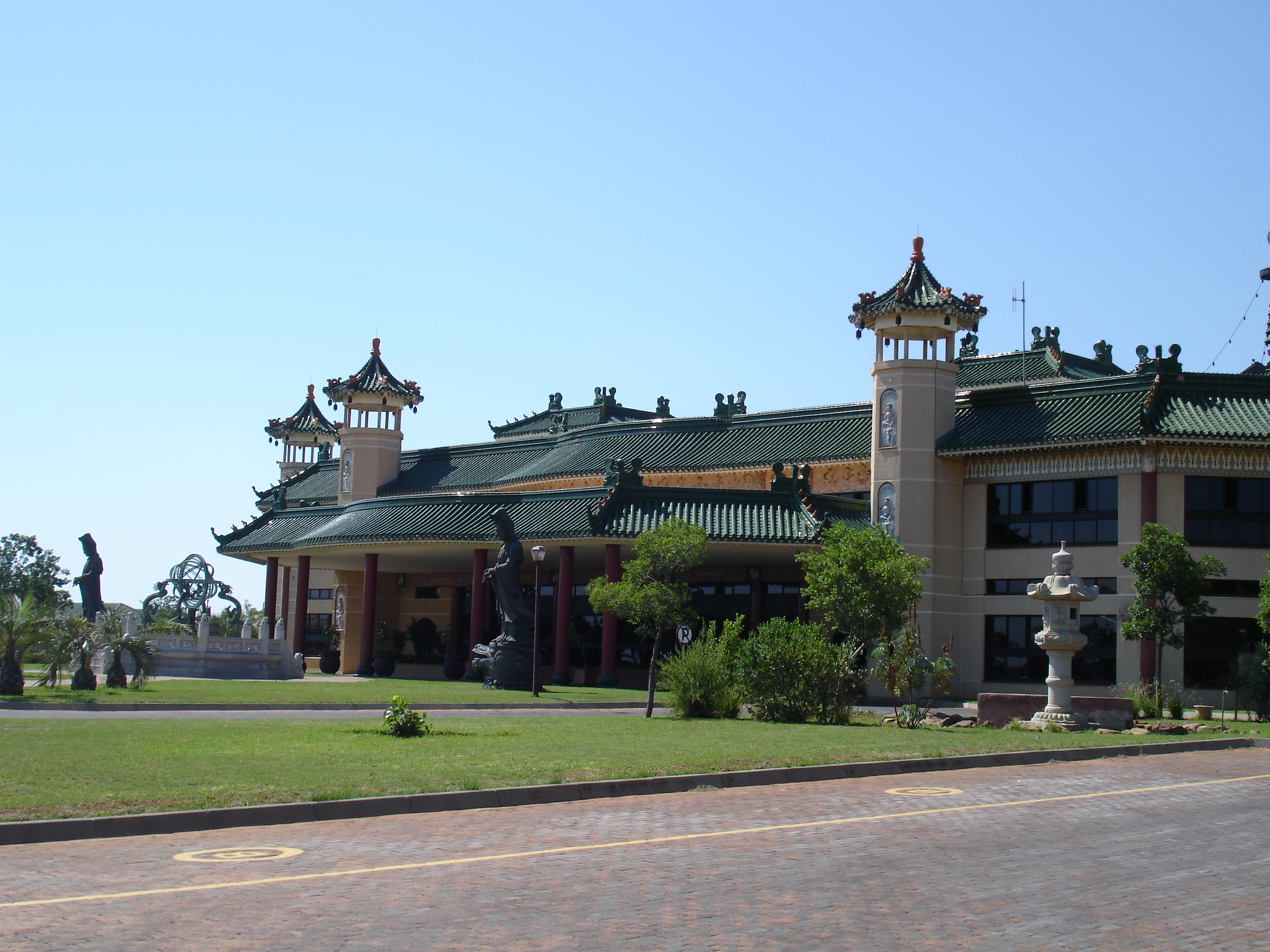
Буддийский храм Наньхуа

В пригороде Бронкхорстспруита расположен крупнейший буддийский храм Южного полушария — храм Наньхуа.